# 通町 (川越市)
通町（とおりまち）は、埼玉県川越市の町名。郵便番号は350-0044。

## 地理
旧川越街道（埼玉県道51号）に沿った南北に長い区域である。川越市の中心部に位置し、東側で西小仙波町、南側で南通町、西側で新富町、北側で松江町と接する。
本川越駅・川越駅から徒歩圏内であるが商業集積は見られず、丸広百貨店川越店の駐車場が広がるほか、マンションと低層住宅が混在する。

## 歴史
川越街道に沿って左右に川越藩の組屋敷が並んでいたことから、古くは組町というのが正式な町名だった。街道沿いであることから俗に通組町または通町と呼ばれるようになった。通町は下松江町との境から南に七町四十五間あったとされ、これはおおむね現在の南通町までを含む範囲に相当する。属する村は大仙波、脇田、松郷などかなり入り組んでいたとされ、1908年（明治41年）の地図にも通町、松郷通町、川越通町などの区分が見られる。また、新田町（現在の新富町）との間には、黒門町、梵心町、一番町といった町名も存在した。一番町の名は現在通りの名称として残されている。
1962年3月1日に川越市の第二次町名・地番整理が行われ、それまでの通町の北側（現在の一番町通りまで）と新田町の一部が通町となった。一方、旧大字川越字通町であった範囲は同年8月1日、脇田町の一部とともに南通町となった。

## 交通
鉄道は町内を通過しておらず、駅もない。前述の通り、西武新宿線本川越駅まで徒歩5分程度、東武東上本線・JR川越線の川越駅まで徒歩15分程度である。
埼玉県道51号川越上尾線が区域内を南北に貫いている。1967年に川越バイパスが開通する前は国道254号であった。この県道を経由して川越08系統があり通町と川越工業高校前の2つの停留所が設置されているが、同系統は2025年現在は土日の朝に1往復のみが走る。

## 施設
大規模な公共施設、総合病院、学校、郵便局、金融機関、大規模店舗は存在しない。